# Нова Каховка (судно)
«Нова Каховка» (А 542, з 1992 по 2018 р. U542, до 1992 р. УК-65) — українське навчальне судно Академії ВМС України, побудоване у часи СРСР в Польщі. У 1992 р. судно включене до складу Військово-Морських Сил України.

## Особливості проекту
Навчання моряків у радянські часи потребувало значної кількості штатної техніки. Зважаючи на те, що у 1980-і рр. йшло переозброєння ВМФ СРСР, то забезпечити випуск техніки власними силами було неможливо, саме тому було прийняте рішення про замовлення в уряду Польщі будівництва 21 одиниці навчальних суден проекту «УК».

## Історія корабля
Катер входив до складу суден забезпечення ЧВВМУ ім. П. С. Нахімова (бортовий номер — «196»).

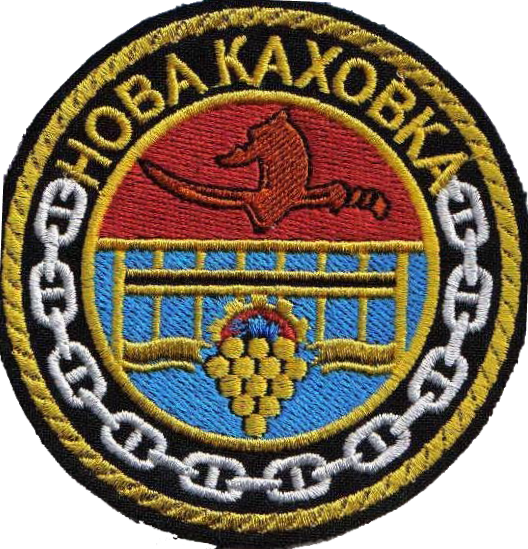

При розділі флоту катер був включений до складу Військово-Морських Сил України, отримав нову назву «Дарниця», 10 серпня 1996 року присвоєно бортовий номер «U542». У 1999 році катер був перейменований, отримавши нову назву — «Нова Каховка».
У складі ВМС України катер проходив службу:
- з 10 серпня 1997 року по 27 листопада 2000 року — у складі 5-го дивізіону кораблів охорони водного району;
- з 27 листопада 2000 року по 29 грудня 2000 року — у складі 5-ї бригади охорони водного району;
- з 29 грудня 2000 року по 30 жовтня 2002 року — у складі 22-го дивізіону катерів охорони рейду.
- з 30 жовтня 2002 року навчальний катер «Нова Каховка» входив до складу суден забезпечення Академії Військово-Морських Сил імені П. С. Нахімова, базувався на Стрілецьку бухту Севастополя.

У в березні 2014 році після початку російської інтервенції в Україну судно захоплене, було спущений прапор ВМС України, і піднято прапор ВМФ Росії. 29 квітня 2014 року в нейтральних водах, катер «Нова Каховка» без прапорів розпізнавання було передано українській стороні з подальшим буксируванням в Одесу. Однак під час перебування під контролем росіян катер був розграбований.
24 серпня 2014 року взяв участь у параді ВМС України присвяченому 23-й річниці незалежності України.
Станом на травень 2017 судно потребувало відновлення ще після захоплення його росіянами 2014 року.
3 серпня 2018 року розпочався похід катерів ВМСУ «Нова Каховка» (А542), «Сміла» (А541) та «Чигирин» (А540) із залученням курсантів 2-го та 5-го курсів Інституту ВМС та курсантів 2-го курсу відділення військової підготовки Морехідного коледжу. Заплановано провести морську практику для курсантів та зайти в порти Гельджук (Турецька Республіка), Констанца (Румунія) і Варна (Республіка Болгарія).